# Bernhard Frick
Bernhard Frick (* um 1600 in Hachen, Westfalen; † 31. März 1655 in Paderborn) war Generalvikar und Weihbischof in Paderborn und Hildesheim.

## Leben
Bernhard Frick wurde um 1600 im sauerländischen Hachen geboren. Er besuchte ab 1614 das Gymnasium in Paderborn und studierte dort Philosophie und Theologie. Die Priesterweihe erhielt er vor 1626. 1628 erwarb er den Dr. theol. in Paderborn und wurde dort Kanoniker am Busdorfstift.
Von 1626 bis 1631 war er Pfarrer in Siegen. Danach wirkte er von 1631 bis 1636 in Paderborn an der Marktkirche und anschließend bis 1647 ebenda an der Gaukirche als Pfarrer. Hier war er gleichzeitig Propst des angeschlossenen Benediktinerklosters. Im selben Jahr wurde er außerdem Dechant am Busdorfstift.
Seit 1643 war er Generalvikar im Bistum Paderborn. 1644 wurde er zum Titularbischof von Cardica ernannt und gleichzeitig zum Weihbischof in Paderborn. Ein Jahr später wurde er auch noch Weihbischof in Hildesheim.
Zwischen 1645 und 1649 reiste er sechsmal durch das Herzogtum Westfalen und suchte 158 verschiedene Orte auf. Dabei spendete er 47199 Personen die Firmung und konsekrierte 172 Altäre. 1654 führte er stellvertretend für den erkrankten Bischof in einigen Pfarreien im Bistum Paderborn die Visitation durch.
Er starb am 31. März 1655 in Paderborn.